# Alypia lulesa
Alypia lulesa là một loài bướm đêm trong họ Noctuidae.